# Буссак-Бур
Бусса́к-Бур (фр. Boussac-Bourg, окс. Boçac Borg) — коммуна во Франции, находится в регионе Лимузен. Департамент коммуны — Крёз. Входит в состав кантона Буссак. Округ коммуны — Гере.
Код INSEE коммуны — 23032.

## Население
Население коммуны на 2010 год составляло 783 человека.
| 1962 | 1968 | 1975 | 1982 | 1990 | 1999 | 2010 |
| ---- | ---- | ---- | ---- | ---- | ---- | ---- |
| 930  | 887  | 882  | 892  | 899  | 788  | 783  |

## Экономика
В 2010 году среди 499 человек трудоспособного возраста (15—64 лет) 357 были экономически активными, 142 — неактивными (показатель активности — 71,5 %, в 1999 году было 69,6 %). Из 357 активных жителей работали 325 человек (182 мужчины и 143 женщины), безработных было 32 (17 мужчин и 15 женщин). Среди 142 неактивных 32 человека были учениками или студентами, 66 — пенсионерами, 44 были неактивными по другим причинам.